# Assekrem
Assekrem je jednou z nejvyšších náhorních plošin v Alžírsku. Na pamětní desce na vrcholu je uvedena výška 2780 metrů nad mořem, jiné zdroje uvádí nadmořskou výšku 2804 metrů, jiné uvádí výrazně nižší nadmořskou výšku mezi 2700 až 2720 metry.

## Poloha
Náhorní plošina zabírá plochu větší než 80 hektarů. Tahat, nejvyšší hora Alžírska, se nachází asi 12 kilometrů západněji. Asi 50 kilometrů směrem na jih se nachází město Tamanrasset, odkud vede asi 82 km dlouhá cesta na náhorní plošinu.

## Cestovní ruch

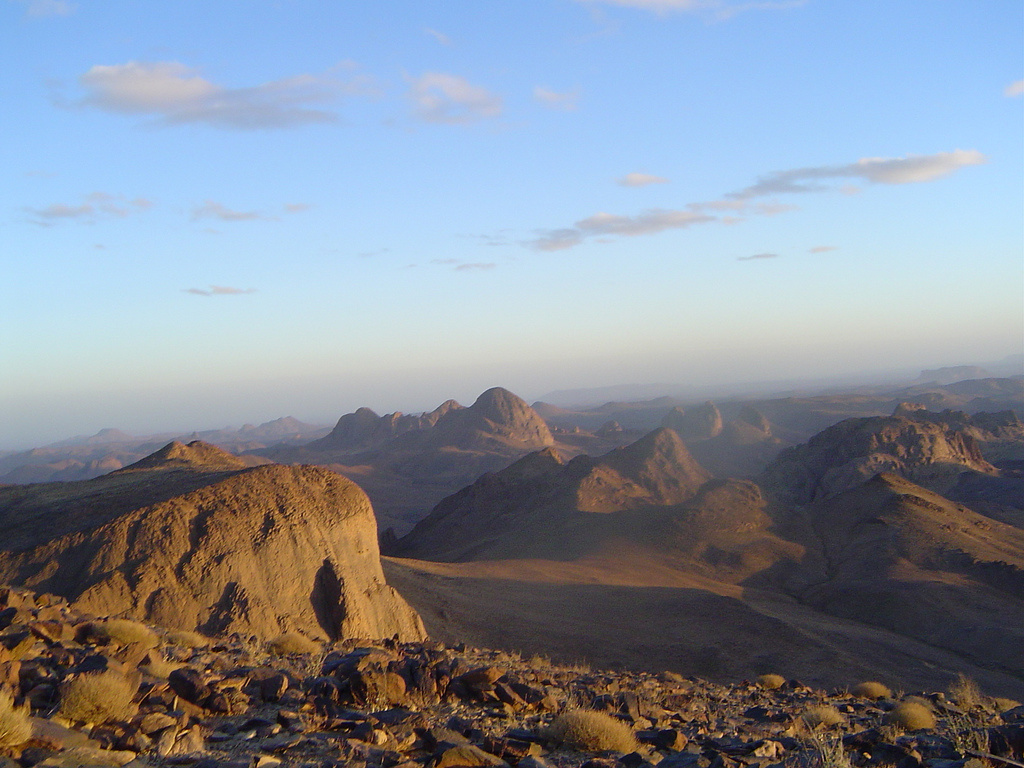
Pohled z Assekremu

Náhorní plošina Assekrem je často navštěvované místo, protože zde Charles de Foucauld v roce 1911 postavil poustevnu. V dopise napsal hoře: „Rozhled z vrcholu překračuje krásou všechna slova a představy. Nic nemůže popsat kouzlo tohoto lesa skalních věží a jehel, které nám leží pod nohama. Takový je to zázrak!“
Na plošině je plaketa z roku 1939 francouzského Touring Club de France s nakresleným horským panoramatem od severovýchodu přes jih až po jihozápad. Na ní uvedená nadmořská výška neodpovídá nadmořské výšce plakety, protože její umístění neodpovídá nejvyššímu bodu plošiny, který je zhruba o 100 metrů výše. Nadmořská výška plakety je mezi 2660 až 2680 metry nad mořem.